# Бонелло, Даниэль
Даниэль Бонелло (англ. Daniel Bonello; род. 11 ноября 1986, Bowral) — австралийский и мальтийский шоссейный велогонщик.

## Карьера
Даниэль Бонелло родился в Боурале, недалеко от Сиднея в 1986 году.
С 2012 года выступал в основном на гонках юго-восточной азии и океании, таких как Тур Борнео, Тур Сингкарака, Тур Ирана, Джеладжах Малайзия, Нью Зиланд Сайкл Классик, Тур Хоккайдо, Херальд Сан Тур, Кэдел Эванс Грейт Оушен Роуд, Тур Бухты Цюаньчжоу. Принимал участие в чемпионате Океании и чемпионате Австралии.
В 2021 году сменил спортивное гражданство с австралийского на мальтийское. В составе новой сборной принял участие в Средиземноморских играх 2022 года проходивших в алжирском Оране. На них выступил в групповой гонке, заняв 30-е место. Стартовал на многочисленных испанских региональных гонках. В апреле 2022 года одержал победу на многодневной гонке Тур Мальты.
В середине сентября 2022 года выступил на чемпионате мира, проходившем в его родной стране. На нём в индивидуальной гонке занял 34-е место, уступив уступив почти 5 минут её победителю Тобиасу Фоссу., а групповой гонке не смог финишировать

## Достижения
2022
Тур Мальты
1-й в генеральной классификации
1-й этап